# Louisa Beresford (marquise de Waterford)
Louisa Anne Beresford, marquise de Waterford (née Stuart ; 14 avril 1818 - 12 mai 1891) est une philanthrope et aquarelliste préraphaélite.

## Biographie

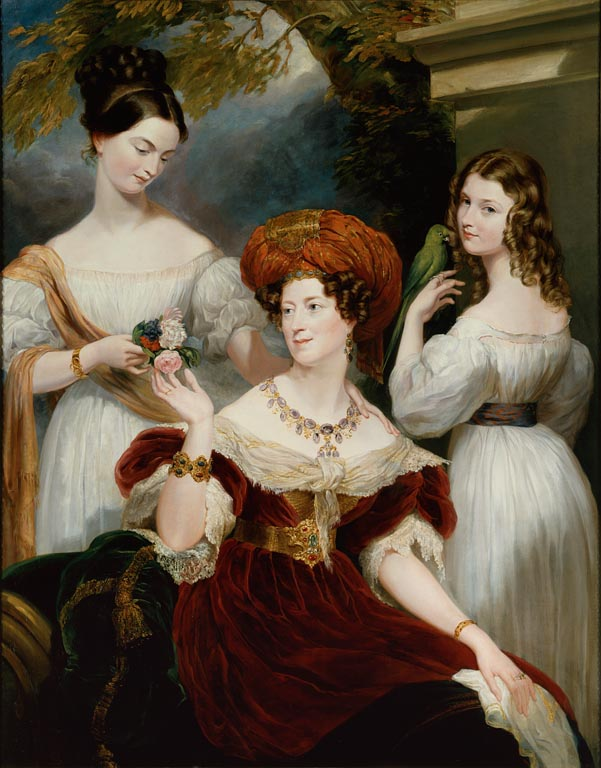
Louisa Stuart et sa sœur Charlotte Stuart avec leur mère, par George Hayter en 1830

### Éducation et formation
Née à Paris, elle est la seconde fille de Charles Stuart (1er baron Stuart de Rothesay) et de Lady Elizabeth Margaret Yorke . Elle est la sœur cadette de Charlotte Canning (en), comtesse Canning. Elle était très proche d'elle.
Son père est nommé ambassadeur britannique à Paris peu avant d'épouser Elizabeth Margaret Yorke le 6 février 1816. L'enfance de Louisa à Paris est marquée par les premiers cours qu'elle reçoit dans les Arts, lié avec le fait d'être une arrière-petite-fille de l'écrivain Mary Wortley Montagu. Elle reçoit une éducation à la maison avec sa soeur. endant leurs premières années, l'une des camarades de jeu des filles est Camille de Maussion, future femme du sculpteur Baron Carlo Marochetti. 
La famille retourne en Angleterre en 1830, où cinq ans plus tard, les filles sont présentées à la cour, et où, également en 1835, Charlotte a épouse Charles Canning. L'année suivante, ses parents emmènent Louisa en tournée à Rome et à Naples de 1836 à 1836, où elle passe une grande partie de son temps à copier les vieux maîtres dans les galeries d'art.

### Mariage
Le 8 juin 1842, elle épouse Henry Beresford (3e marquis de Waterford) à la Chapelle Royale de Whitehall. Ils visitent ensemble l'Allemagne, et elle visite l'Italie une deuxième fois avec sa sœur en 1858. Jusqu'à la mort du marquis dans un accident de cheval en 1859, le couple vit sur son domaine de Waterford en Irlande, après quoi Louisa déménage au château de Ford, sur son domaine dans le Northumberland. Le couple n'a aucun enfant. 
La religion, l'art et la philanthropie occupent une place importante dans sa vie. Le premier s'est manifesté dans ses efforts pour aider pendant la grande famine irlandaise, une période difficile où sa propre maison est barricadée.

### Carrière artistique
Grâce à son amitié avec John Ruskin, à partir du début des années 1850, Beresford a attiré l'attention de Dante Gabriel Rossetti, John Everett Millais et George Frederic Watts, qui la tiennent tous en haute estime. Louisa suit les cours de Dante Gabriel Rossetti et des cours de dessin organisés par John Ruskin, avec Lady Trevelyan et Kate Greenaway, et lui ont présenté Rose La Touche . On pense qu'elle est modèle pour John Everett Millais dans plusieurs de ses œuvres, et sa beauté est reconnue comme l'une des inspirations de la Confrérie préraphaélite. En Francis Grant en 1859-60, elle pose pour Francis Grant. Elle a pose également pour d'autres artistes, dont Sir George Hayter, George Frederic Watts et le sculpteur Joseph Boehm. 
Après la mort de sa mère en 1867, elle passe les étés sur le domaine de ses parents, dans le château néo-gothique de Highcliffe dans le Hampshire.

Bien qu'elle soit une artiste accomplie, ses peintures n'apparaissent dans les galeries que dans les années 1870. Elle expose à la Dudley et aux galeries Grosvenor. Son attitude modeste et sa perception continue d'elle-même en tant qu'amateur, sans oublier les attentes de genre, l'empêche de promouvoir son art autant qu'elle aurait voulu. Elle se sentait parfois négligée, elle se confit à son amie Eleanor Boyle en 1879 : "Je suis grandement découragée par mon travail artistique. Pas une créature ne se soucie, ne sait, ni n'observe si je fais une chose ou non, et si elle est faite, elle est passée inaperçue. Non que les éloges signifient quelque chose, mais la pauvre humanité a besoin d'encouragements, sinon on devient trop indolent. Une baguette de bouleau serait même meilleure.".

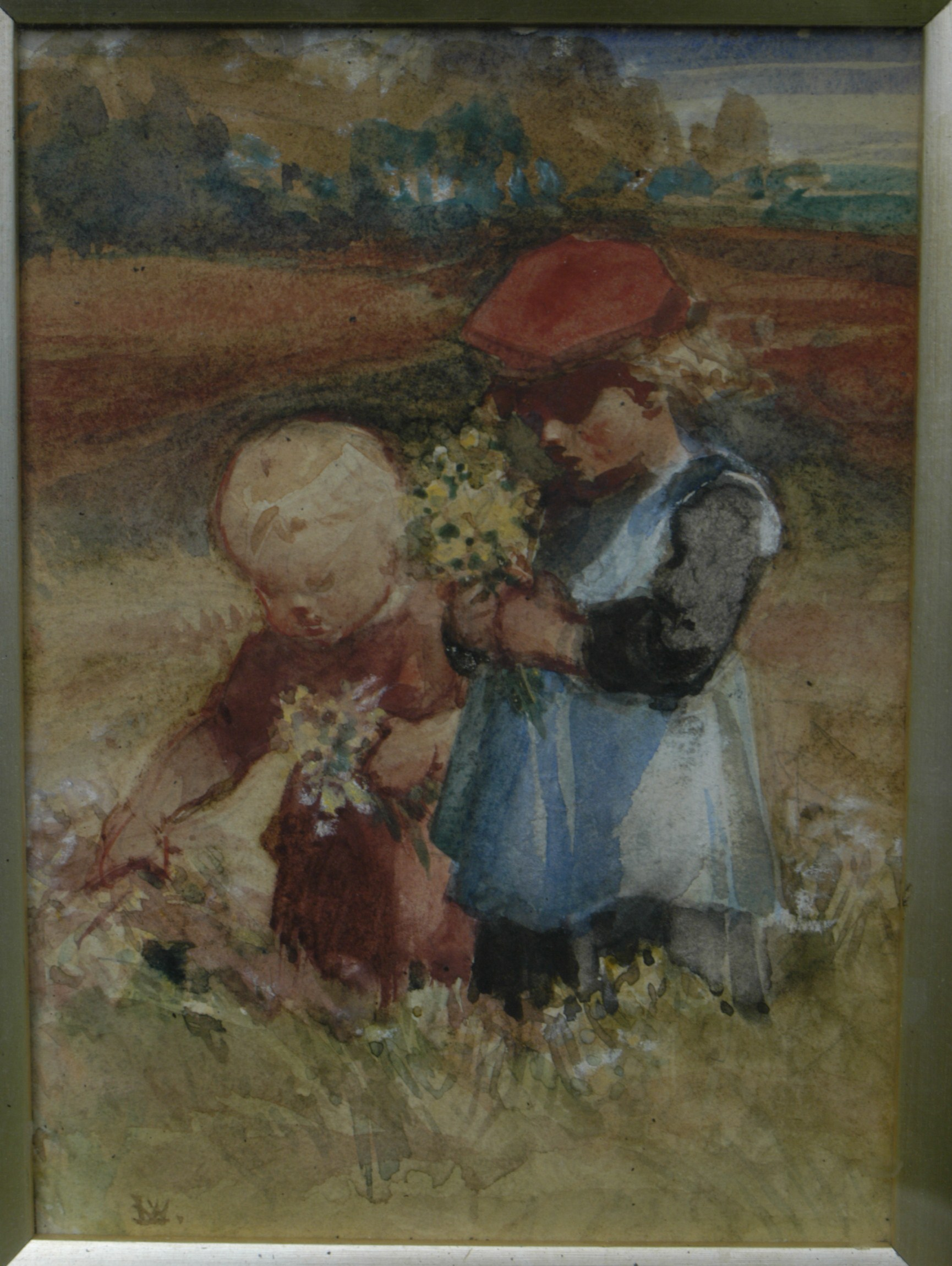
Une petite aquarelle de Lady Waterford.

En 1879, elle visite l'Italie pour la troisième fois à l'invitation d'une amie, Lady Ossington, qui avait loué une villa près de Florence.
Elle contribue à la Royal Manchester Institution, à la Royal Hibernian Academy et à la Society of Lady Artists dans les années 1880. Elle est une mécène, et pendant plusieurs années, une membre honoraire de la Society of Lady Artists. Elle fut membre de la Dudley Gallery Art Society de 1889 à 1890. En 1890, elle est invitée à apporter son portfolio à Osborne House, où la Reine accepta l'une de ses œuvres en cadeau.
Faisant preuve d'une grande préoccupation pour le bien-être de ses locataires sur sa propriété de Northumberland, elle redessine le village de Ford, conçoit et construit une école et fonde une société de tempérance. Pendant 22 ans, entre 1860 et 1882, elle décore le hall de l'école avec des aquarelles grandeur nature sur papier, qui sont appliquées sur des toiles et montées sur les murs intérieurs et les pignons. Les images représentent des scènes bibliques et utilisent les habitants du village comme modèles. George Frederic Watts considère ce projet comme son plus grand exploit — et qui, il l'a reconnu, a influencé sa propre immense fresque célébrée dans la Great Hall de Lincoln's Inn. L'école du village est utilisée jusqu'en 1957, mais est maintenant connue sous le nom de Waterford Gallery  ou Lady Waterford Hall . Parallèlement, elle établit deux églises et une usine de textile.  

### Fin de vie au château de Highcliffe

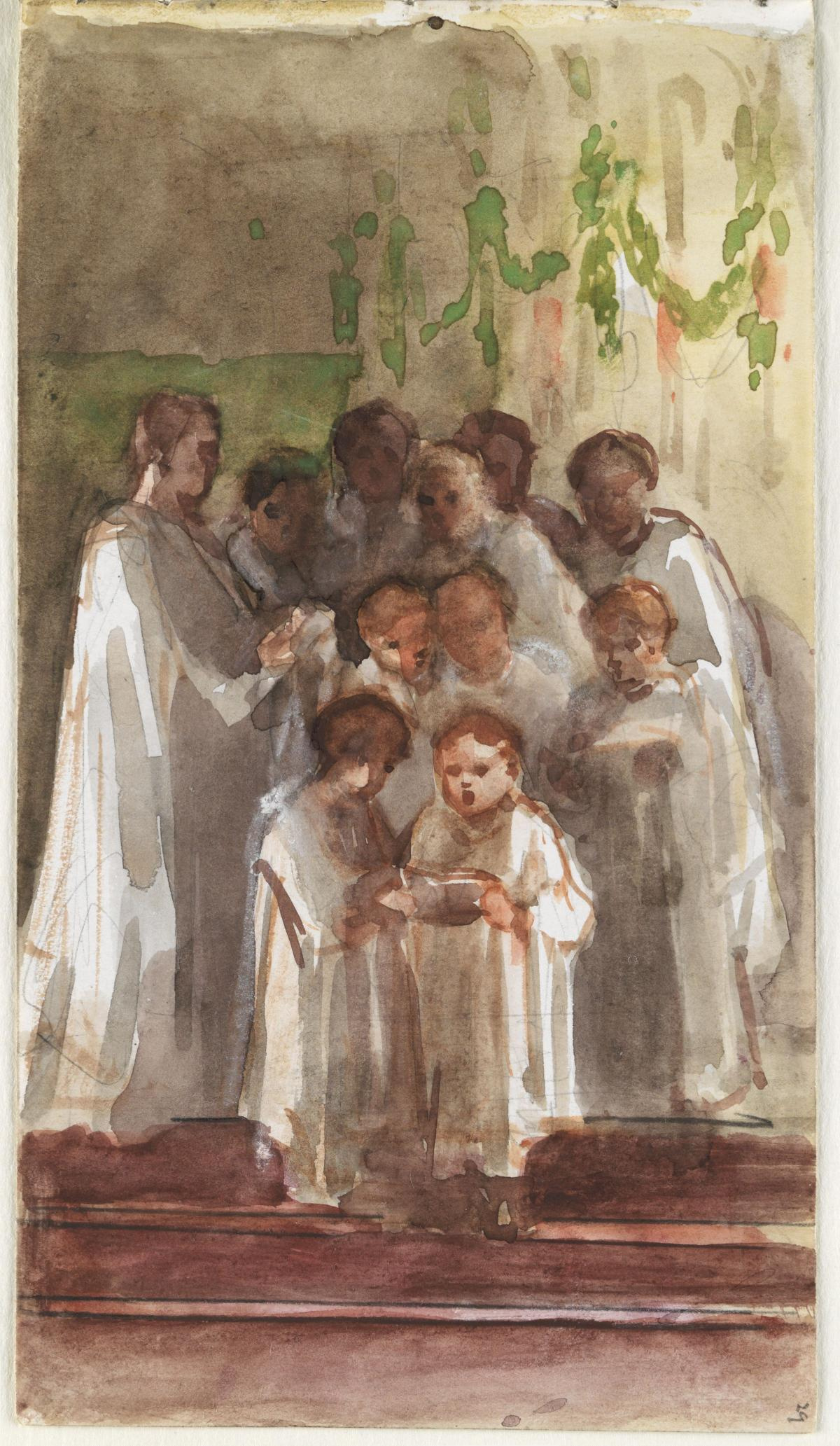
Chœur qui chante Noël

Le château de Highcliffe dans le Dorset et est en possession de la famille Stuart depuis environ 1770 lorsque l'arrière-grand-père de Louisa, John Stuart (3e comte de Bute) (fondateur des Jardins botaniques royaux de Kew), alors qu'il était en train de jardiner, découvre le site d'observation au sommet de la falaise. Le site surplombe la baie de Christchurch. John Stuart charge l'architecte Robert Adam, de concevoir High Cliff : un manoir géorgien, avec des terrains aménagés par Capability Brown.
Le quatrième fils de John Stuart, le lieutenant-général Sir Charles Stuart, hérite de High Cliff, mais des glissements de terrain détruisent pratiquement la maison et il vend la plus grande partie du domaine. Des années plus tard, le père de Louisa, qui a eu une longue et distinguée carrière, reçoit un titre de chevalier et est élevé à la pairie par George IV en 1828, rachète le terrain et entre 1831 et 1835 construit la maison qui est connue sous le nom de château de Highcliffe, et qui est décrite comme "l'exemple restant le plus important du style d'architecture romantique pittoresque " ,.
Charles Stuart fait appel à l'architecte William Donthorne, membre fondateur du Royal Institute of British Architects, pour concevoir le château de Highcliffe. L'édifice incorpore des pierres médiévales de l'Abbaye bénédictine normande de Saint-Pierre à Jumièges et de la Grande Maison des Andelys, dont les deux structures sont tombées en ruine après la Révolution française. La structure comprend également un oriel et un vitrail du XVIe siècle.
Elle meurt en 1891. Sa tombe se trouve à côté de l'église de St Michael à Ford Village. Sa pierre est conçue en 1891 par George Frederic Watts et la dalle par l'épouse de Watts, Mary Seton Watts. Il s'agit d'un bâtiment classé Grade II.